# The Nightmare After Krustmas
«The Nightmare After Krustmas» (укр. «Кошмар після Крастіздва») — десята серія двадцять восьмого сезону мультсеріалу «Сімпсони», прем'єра якої відбулась 11 грудня 2016 року у США на телеканалі «Fox».

## Сюжет
У Першій церкві Спрінґфілда у третю неділю дуже мало людей присутні на служінні отця Лавджоя. Його дружина Гелен після цього закликає його зустрітися з «фан-клубом», що насправді було втручанням Неда Фландерса, Агнес Скіннер, Третього Номера Мела і начальника Лавджоя, Пастира, який представляє його Патріарху. Вони кажуть йому, що йому потрібно привести більше людей до церкви, і він запевняє їх, що збирається це зробити, бо Спрінгфілд — добра християнська громада.
Тим часом у місті проводиться язичницький фестиваль. Сім'я Сімпсонів та інші відвідують те, де Тео Янсен демонструє свою привабливість — «Пляжного звіра» (англ. «Strandbeest»), скульптуру, що рухається від вітру. Однак «Пляжний звір» виходить з-під ладу через сильніші вітри і топче клоуна Красті, який катався на ковзанах разом зі своєю донькою Софі, яку він бачить лише на канікулах. У Спрінґфілдській лікарні Красті (єврей) намагається зблизитись зі своєю донькою, але дізнається, що її мати виховувала дівчинку як християнку, і вона хоче святкувати Різдво. Побачивши дискомфорт, Мардж запрошує пару провести разом з ними Різдво.
Вдома Мардж приносить Меґґі «Гнома у домі», іграшку-гнома, яка повинна весь час стежити за нею і розповідати Санті-Клаусу, чи вона неслухняна чи милою. Він ніколи не спить і не заплющує очей, і Гомер каже доці, що якщо вона буде неслухняною, він з'їсть її пальчики…
Красті приїжджає до будинку Сімпсонів… з телевізійною трупою, щоб зробити з цього шоу, засмучуючи Софі до того, що та виганяє його геть. Тим часом отець Лавджой намагається переконати Деві Ларго та Апу перейти. Після невдачі він їде до таверни Мо та встигає навернути розчарованого Красті, який погоджується це, побачивши через вікно розмитий силует Гадюки, схожий на Ісуса.
Тієї ночі Меґґі сниться жахіття, коли «Гном у домі» нападає на неї після того, як Гомер наближає до нього її ліжечко. Уві сні гном розмовляє з нею, випльовує кінчики пальців і так лякає, що вона опиняється на Північному полюсі. Дівчинка ховається в печері, яка перетворюється в голову гнома, що з'їдає її… Різдвяного ранку Меґґі будить Мардж. Мардж каже, що гном сказав їй, що та добре поводилась, і, на подив і жах дівчинки, каже, що вони залишать його в її кімнаті цілий рік.
У церкві Лавджой представляє новонаверненого Красті, і Софі, побачивши зміни, стає щасливою. Повернувшись додому, Меґґі відкриває свій подарунок і дізнається, що це «Місіс Гном у домі»… Тієї ночі у спальні Мардж дивує Гомера сексуальним костюмом Санти, і, коли вони готуються пустувати у ліжку, вони виявляють, що під ковдрою повно порізаних частин містера та місіс «Гном у домі». Меґґі нарешті лягає спати щасливою.
Красті готується до свого хрещення, і, наближаючись до Лавджоя, він розтріскує лід і падає у нього. У галюцинації під водою через задушення головного мозку він зустрічає свого покійного батька і розмовляє з ним про його навернення та його роль хорошого тата. За словами рабина, зміна релігії не робить його хорошим батьком. Його виводить з води Лавджой, якого хвалять як рятівника, і багато людей повертаються до церкви за його служіння.
У фінальній сцені на небесах Бог, Агура Мазда та Тетраграматон сперечаються, чи був хрещений Красті, який опинився під водою. Тим часом Красті та Софі співають колядку, коли по снігу їх несе «Пляжний звір».

## Виробництво
Вейн Грецкі став першим хокеїстом, який позичив свій голос «Сімпсонам». Його роль була написана у ранньому проекті серії шостого сезону «Lisa on Ice», але врешті-решт її вирізали.

## Ставлення критиків і глядачів
Під час прем'єри серію переглянули 5,77 млн осіб з рейтингом 2.4, що зробило її найпопулярнішим шоу на каналі «Fox» тієї ночі.
Денніс Перкінс з «The A.V. Club» дав серії оцінку B-, сказавши:
|  | У теорії в ідеї [серії] немає нічого поганого… Однак, хоча впродовж епізоду існує ретельне неповажне ставлення до релігії, шоу Лавджоя та Красті не є особливо переконливим. |

Тоні Сокол з «Den of Geek» дав серії чотири з половиною з п'яти зірок, сказавши:
|  | Ця серія дає нам усе, крім неденомінаційного сезонного спецвипуску, але це подарунок, який може відкрити кожен… Майже кожна репліка — це шалена вирізка яєчного напою, підбита диверсійним святковим привітанням. Навіть установки. Візуальних приколів достатньо, і весь епізод освітлений дотепністю. |

Згідно з голосуванням на сайті The NoHomers Club більшість фанатів оцінили серію на 3/5 із середньою оцінкою 2,91/5.